# Naomi Russell

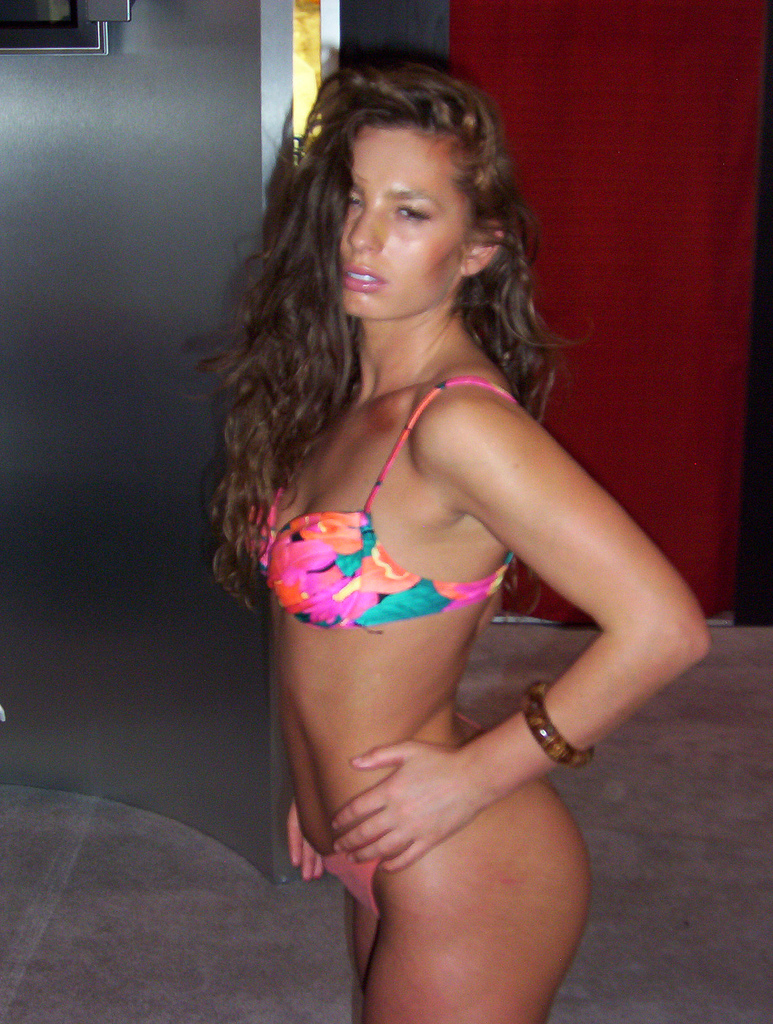
Naomi (2006)

Naomi (även Naomi Russell eller Nyomi), född 25 september 1983 i Los Angeles är en amerikansk porrskådespelerska. 
Russel inledde sin filmkarriär i pornografibranschen 2005 med produktionen  10 Man Cum Slam 14. Hon blev utsedd till "Best New Starlet" på AVN Awards 2007.

## Filmografi (urval)
- 3 Blowin' Me (2007)
- Blow It Out Your Ass (2007)
- Bubble Butt Bonanza 9 (2007)
- The Fantasstic Whores 3 (2007)
- Mayhem Explosions 6 (2007)
- POV Casting Couch 15 (2007)